# Asylum (2008)
Asylum é um filme estadunidense de 2008, da empresa 20th Century Fox, e foi lançado diretamente em DVD na maioria dos países.

## Sinopse
Madison McBride é uma adolescente traumatizada que, aos 11 anos, testemunhou o suicídio do pai. Agora, aos 18, Madison muda-se para a residência da universidade onde seu irmão também cometeu suicídio. Chegando lá, ela e seus novos amigos descobrem que uma das alas da universidade funcionava, antigamente, como um manicômio. Conforme Madison e seus amigos começam a investigar o misterioso local, ela começa a duvidar de sua própria sanidade.

## Elenco
- Sarah Roemer como Madison
- Carolina Garcia como Maya
- Jake Muxworthy como Holt
- Travis Van Winkle como Tommy
- Ellen Hollman como Ivy
- Randall Sims como Rez
- Cody Kasch como String